# Кулик Павло Васильович
Павло́ Васи́льович Кулик (1844—1928) — кобзар з с. Волинки Сосницького повіту, Чернігівщина.

## З життєпису
Народився у 1844 р., осліп на 23-му році наслідок великої застуди (провалився серед зими на річці). Вчився кобзарювати у Луки Думенка. За даними Жеплинського, народився 1859 року, осліп у 12 років. Після 3-річного навчання, — як оповідав П. Кулик, — дав він (Думенко) йому оцю бандуру, що оце є, дав дві торби й сказав — «Хай тебе Бог благословить на всі чотири сторони».
Пан Кулик був знаним далеко за межами своєї округи. Виступав він, зокрема, й у Києві на концерті народної творчості. Помер у 1928 р. на 84-му році життя. Знав думу Втеча трьох братів з Азова.
Бандура пана Кулика зберігається в Сосницькому краєзнавчому музеї. Про Кулика згадує Довженко в повісті «Зачарована Десна».